# Knockmealdown Mountains
Die Knockmealdown Mountains (irisch Sléibhte Chnoc Mhaoldomhnaigh, Aussprache: [ˈʃleːvʲtʲə xnʊk ˈvʷeːɫd̪aʊnə]) sind ein Gebirge an der Grenze der Countys Tipperary und Waterford in Irland. Die Bergkette verläuft von Ost nach West zwischen beiden Countys. Der höchste Gipfel ist der namensgebende Knockmealdown (Cnoc Mhaoldomhnaigh) im County Waterford. Zwischen den Gipfeln Sugarloaf Hill (Cnoc na gCloch) und Knockshanahullion (Cnoc Seanchuillinn) befindet sich eine gewundene Pass-Straße mit malerischen Ausblick (der Vee Gap, Bóthar na gCorr), über welche die Regionalstraße R668 von Lismore nach Clogheen verläuft.

## Name
Die anglisierte Form Knockmealdown stammt vom irischen Cnoc Mhaoldomhnaigh, „der Hügel Muldowneys“, wobei der enthaltene Eigenname Maoldomhnaigh wiederum „Anhänger des Sonntags“ bedeutet, insgesamt also „der Hügel des Anhängers des Sonntags“. Eine andere Deutung geht von irisch Cnoc Maol Donn aus: „kahler brauner Hügel“. Dagegen spricht aber die noch 1654 verwendete engl. Form Knockmealdowny.

## Gipfel
geordnet nach Höhe:

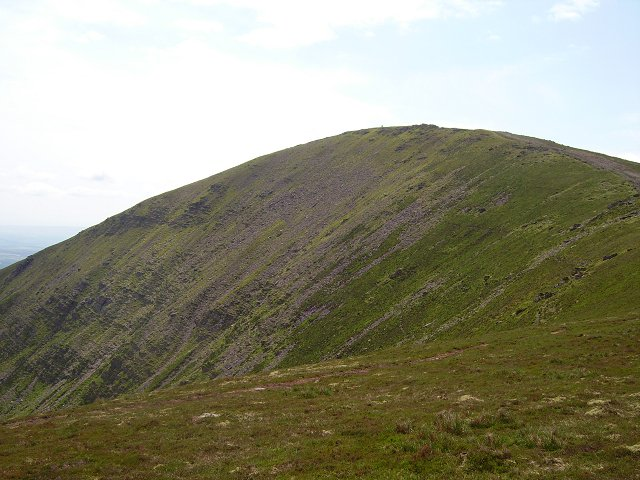
Knockmealdown, der höchste Gipfel mit 794 m

- Knockmealdown, Cnoc Mhaoldomhnaigh (794 m - County Top)
- Knockmoylan, Cnoc Maoláin (768 m)
- Knocknafallia, Cnoc na Faille (668 m)
- Sugarloaf Hill, Cnoc na gCloch (663 m)
- Knocknagnauv, Cnoc na gCnámh (655 m)
- Knockshanahullion, Cnoc Seanchuillinn (652 m)
- Knocknalougha, Cnoc na Loiche (630 m)
- Knockmeal, An Cnoc Maol (560 m)
- Crohan West, An Cruachán (521 m)
- Farbreaga, An Fear Bréige (518 m)
- Knocknanask, Cnoc na nEasc (486 m)

## Vogelwelt
Das Gebirge ist ein bedeutendes Brutgebiet für zwei bedrohte Tierarten: das Schottische Moorschneehuhn und die Kornweihe. Weiters können der Kuckuck, der Ziegenmelker, der Fichtenkreuzschnabel, der Mäusebussard und die Schwirle beobachtet werden.